# 杉山元 (俳優)
杉山 元（すぎやま はじめ、1941年7月22日 - ）は、日本の元俳優。本名同じ。
京都府出身。身長163cm。立命館高等学校卒業。父は撮影技師であった杉山公平。兄は元俳優の杉山俊夫。

## 人物
俳優として活動していた兄の後をおって、1960年に日活に入社。歌唱及びギターを得意としており、1962年には兄・俊夫、日活の俳優仲間であった山内賢、木下雅弘、和田浩治とともにヤングアンドフレッシュというバンドを結成し、レコードをリリース。また、彼らをフィーチャーした映画も数本製作された。
その後も多数の映画に出演したが、1970年に日活を離れフリーとなる。フリーとなってからはテレビに活動の場を移し、円谷プロ制作の特撮ドラマ『ミラーマン』『ジャンボーグA』などに出演する。
『ミラーマン』で共演した石田信之（2019年没）は、生前に出版した自著の中で「俳優業を引退して店舗を開いたと言う噂を聞いたものの、消息が長い間つかめないため再会したい」と記している。石田は書籍「ミラーマン大全」のインタビューでは杉山について「『ミラーマン』の役柄通りの人だった」と答えている。また、石田と同じく『ミラーマン』で共演した工藤堅太郎は、「大全」のインタビューで「『ミラーマン』の役柄通りに大人しかった」と述懐している。

## 出演

### 映画
※ すべて日活作品。
- 英雄候補生（1960年） - 千吉
- くたばれ愚連隊（1960年） - シゲ
- 都会の魔窟（1961年） - 牛乳屋
- 銀座旋風児 嵐が俺を呼んでいる（1961年） - 水上バスの少年
- 青い狩人（1961年） - 西田
- 青い芽の素顔（1961年） - 工員一
- 真昼の誘拐（1961年） - 金田
- 少女（1961年） - 次男・良助
- ヨットとお転婆野郎（1961年）- 車の男・A
- 当りや大将（1962年）- 二等兵
- 若い旋風（1962年）- 北村
- 黒いダイス（1962年）- 伸
- 金門島にかける橋（1962年）- 中山堂ボーイ
- 泣くんじゃないぜ（1962年）- ピン公
- 花と竜（1962年）- 俊次
- 英語に弱い男 東は東西は西（1962年）- 佐川五郎
- キューポラのある街（1962年）- 少年C
- 狼の王子（1963年）- 光男
- 結婚作戦要務命令（1963年）- 泉初彦
- 空の下遠い夢（1963年）- 次郎
- 悪太郎（1963年）- 中学生・丸井
- その人は遠く（1963年）- 吉川
- 仲間たち（1964年）- 木村健二
- 若い港（1964年）- 笹木
- 愛と死をみつめて（1964年）- 大久保
- ああ青春の胸の血は（1964年）- 山上
- 夜明けのうた（1965年）- 富夫
- 悲しき別れの歌（1965年）- 県人会の学生C
- 父と娘の歌（1965年）- 若いクラリネット吹き
- 渡世一代（1965年）- 三公
- 青春前期 青い果実（1965年）-大学生C
- 七人の刑事 終着駅の女（1965年）- 良治
- 高原のお嬢さん（1965年）- 学生A
- 花咲く乙女たち（1965年）- 圭太
- あばれ騎士道（1965年）- 目黒
- あいつとの冒険（1965年）- 三平
- 涙くんさよなら（1966年）-  ヤング・アンド・フレッシュ・信一
- 青春ア・ゴーゴー（1966年）-  江川勇
- 河内カルメン（1966年）-  佐一
- 嵐を呼ぶ男（1966年）-  木村東吉
- 太陽が大好き（1966年）-  馬賊
- 風車のある街（1966年）-  工事現場職員D
- 絶唱（1966年）-  佐野
- 白鳥（1966年）- 駅前の学生
- 傷だらけの天使（1966年）
- 逢いたくて逢いたくて（1966年）- 島内
- けんかえれじい（1966年）- 杉田
- 夕陽が泣いている（1967年）- 野村信一
- 夕笛（1967年）- 杉山
- 二人の銀座（1967年）- 杉本
- 東京ナイト（1967年）- 田所一
- ザ・スパイダースのゴーゴー向う見ず作戦（1967年）- 英介
- 魔性の女（1968年）- 少年A
- 禁断の果実（1968年）- 石田
- 恋のつむじ風（1969年）- 御用聞
- 夜の牝 年上の女（1969年）- そば屋
- 夜の最前線 女狩り（1969年）- バーテン
- 青春の鐘（1969年）- 学生A
- 昇り竜やわ肌開帳（1969年）- 健
- 広域暴力 流血の縄張（1969年）- ジロー
- さくら盃 仁義（1969年）- 芳松
- あしたのジョー（1970年）- 少年院の院生
- 野良猫ロック セックス・ハンター（1970年）- バロンの手下
- ネオン警察 ジャックの刺青 （1970年）- サブ
- 野良猫ロック マシン・アニマル（1970年）- キッド

### テレビドラマ
- 山のかなたに（1966年、NTV / 日活）
- あいつと私（1967年、NTV）- 金沢正太
- 大江戸捜査網（12ch）　 
  - 第1シリーズ
    - 第9話「過去を持つ女」（1970年）
    - 第89話「命預けた怨み節」（1975年）

  - 第3シリーズ 第130話「美女群盗伝」（1976年）
- おひかえあそばせ（1971年、NTV）- ゲンちゃん
- 肝っ玉かあさん 第3シリーズ　第109話、第110話（1971年、TBS）- 川北八郎
- ミラーマン（1971年 - 1972年、CX）- 安田秀彦
- GO!GOスカイヤー 第4話「恐怖の強行着陸」（1973年、CX）
- ファイヤーマン 第29話「射つな! 怪獣だって友達だ」（1973年、NTV）- 男
- 戦国ロック はぐれ牙 第1話「隠し銀山に欲望を斬れ」（1973年、CX）
- 特別機動捜査隊（NET）
  - 第620話「ある恐怖の記録 やさしい女」（1973年）- 孫一
  - 第654話「矢崎班 緊急出動せよ」（1974年）
  - 第735話「あるニッポンの悲劇」（1975年）
- ジャンボーグA　第43話「殺し屋ロボット・必殺の罠」 - 第50話「トウキョウ最後の日」（1973年、MBS）- 安田秀彦
- 太陽にほえろ!（NTV）
  - 第96話「ボスひとり行く」（1974年） - 上村
  - 第180話「訣別」（1975年） - スーパーマーケット店員
- ザ・ボディガード 第15話「私は漂流の女」（1974年、NET）

## ディスコグラフィー
- 戦え! ミラーマン（1972年、キングレコード） - 『ミラーマン』後期エンディング、共演者の石田信之、市地洋子、沢井孝子と歌唱